# Traverse City Film Festival

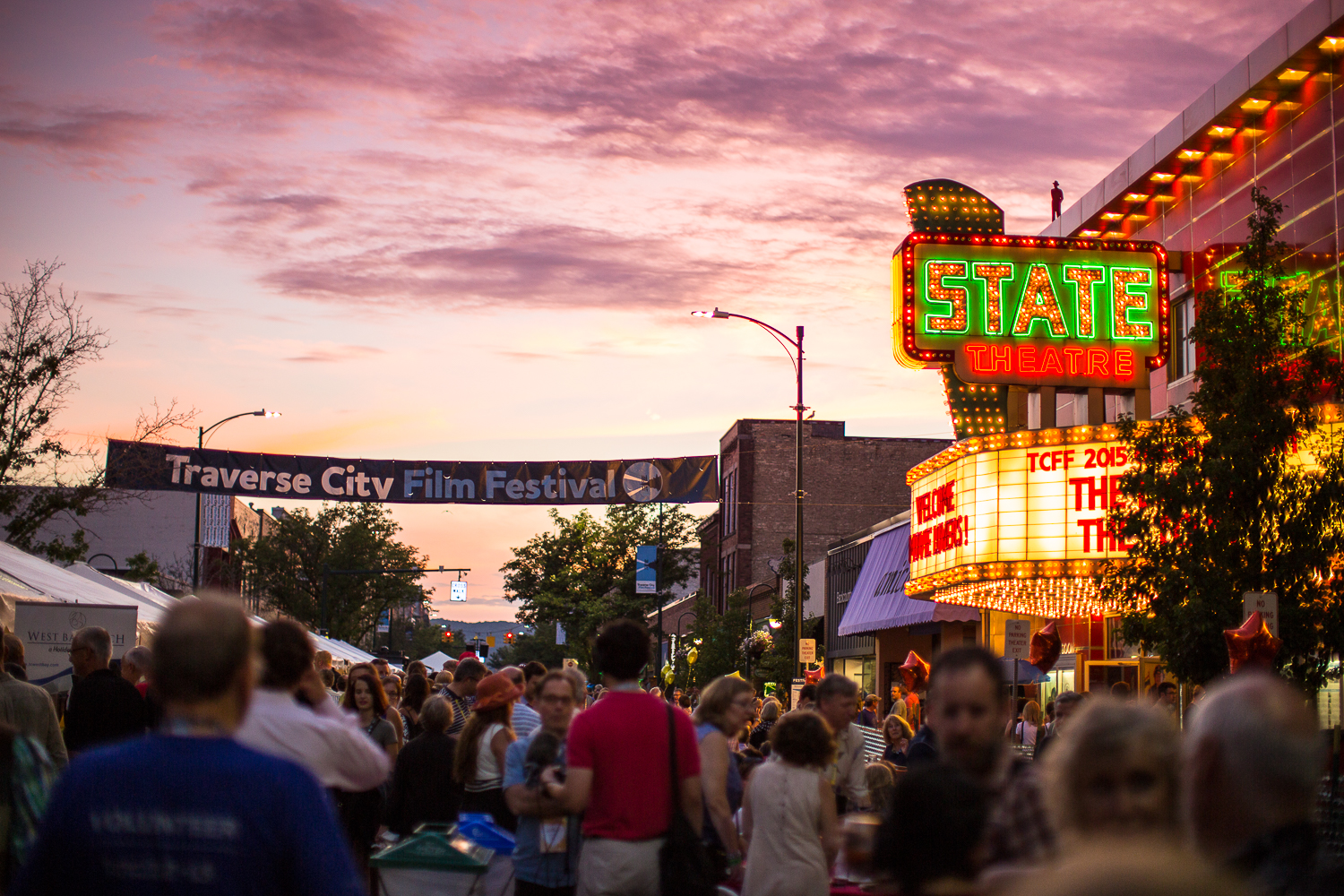
Le Traverse City Film Festival en 2015

Le Traverse City Film Festival est un festival cinématographique qui se tient annuellement de fin juillet à début août à Traverse City, au Michigan (États-Unis).
Le festival est fondé en 2005 par Michael Moore — le réalisateur oscarisé connu pour ses documentaires tels que Fahrenheit 9/11, Bowling for Columbine et Roger et moi —, l'auteur Doug Stanton (en) et le photographe John Robert Williams afin de collaborer à « la sauvegarde de l'une des rares formes d'art indigène de l'Amérique, le cinéma ».

## Catégories de récompense
- Prix des fondateurs (Founders Prize)
- Meilleure comédie (Best Comedy)

## Palmarès 2014

### Meilleure comédie
- Eyjafjallajökull •  France